# Pandemia de COVID-19 en San Marino
El primer caso de la pandemia de enfermedad por coronavirus de 2020 en San Marino fue confirmado por el gobierno el 27 de febrero de 2020. El paciente cero era un hombre proveniente de Italia.
Desde el caso cero, se registró 699 casos, 657 recuperados y 42 fallecidos; convirtiendo al pequeño país en uno de los microestados en el mundo más golpeados por la pandemia.

## Cronología

### Marzo
El 27 de febrero, San Marino confirmó su primer caso, un hombre nacido en el país, y que vivía en Italia, de 88 años con afecciones médicas preexistentes. Fue puesto en un hospital de Rimini, Italia.
El 1 de marzo, se confirmaron 7 casos más y el Grupo de Coordinación de Emergencias de Salud confirmó que el hombre de 88 años había muerto, convirtiéndose en el primer sammarinense en morir por el virus.
El 8 de marzo, el número de casos confirmados había aumentado a 36.
El 10 de marzo, se confirmaron 63 casos.
El 11 de marzo, se confirmaron 66 casos y el recuento de muertes aumentó a 3.
El 12 de marzo, el recuento de casos confirmados aumentó a 67 y el recuento de muertes a 5.
El 14 de marzo, el gobierno ordenó una cuarentena nacional hasta el 6 de abril.
Se declaró que San Marino ya no tenía casos activos el 26 de junio de 2020. En total, se identificaron 698 casos de Covid-19, de los cuales 42 murieron y los 656 restantes se recuperaron.